# Pimelodus
Pimelodus – rodzaj słodkowodnych ryb sumokształtnych z rodziny mandiowatych (Pimelodidae), dla której jest typem nomenklatorycznym.

## Występowanie
Ameryka Południowa.

## Klasyfikacja
Gatunki zaliczane do tego rodzaju:
- Pimelodus absconditus
- Pimelodus albicans
- Pimelodus albofasciatus
- Pimelodus altissimus
- Pimelodus argenteus
- Pimelodus atrobrunneus
- Pimelodus blochii
- Pimelodus brevis
- Pimelodus britskii
- Pimelodus coprophagus
- Pimelodus fur
- Pimelodus garciabarrigai
- Pimelodus grosskopfii
- Pimelodus halisodous
- Pimelodus jivaro
- Pimelodus joannis
- Pimelodus luciae
- Pimelodus maculatus – mandi plamisty[3]

- Pimelodus microstoma
- Pimelodus multicratifer
- Pimelodus mysteriosus
- Pimelodus navarroi

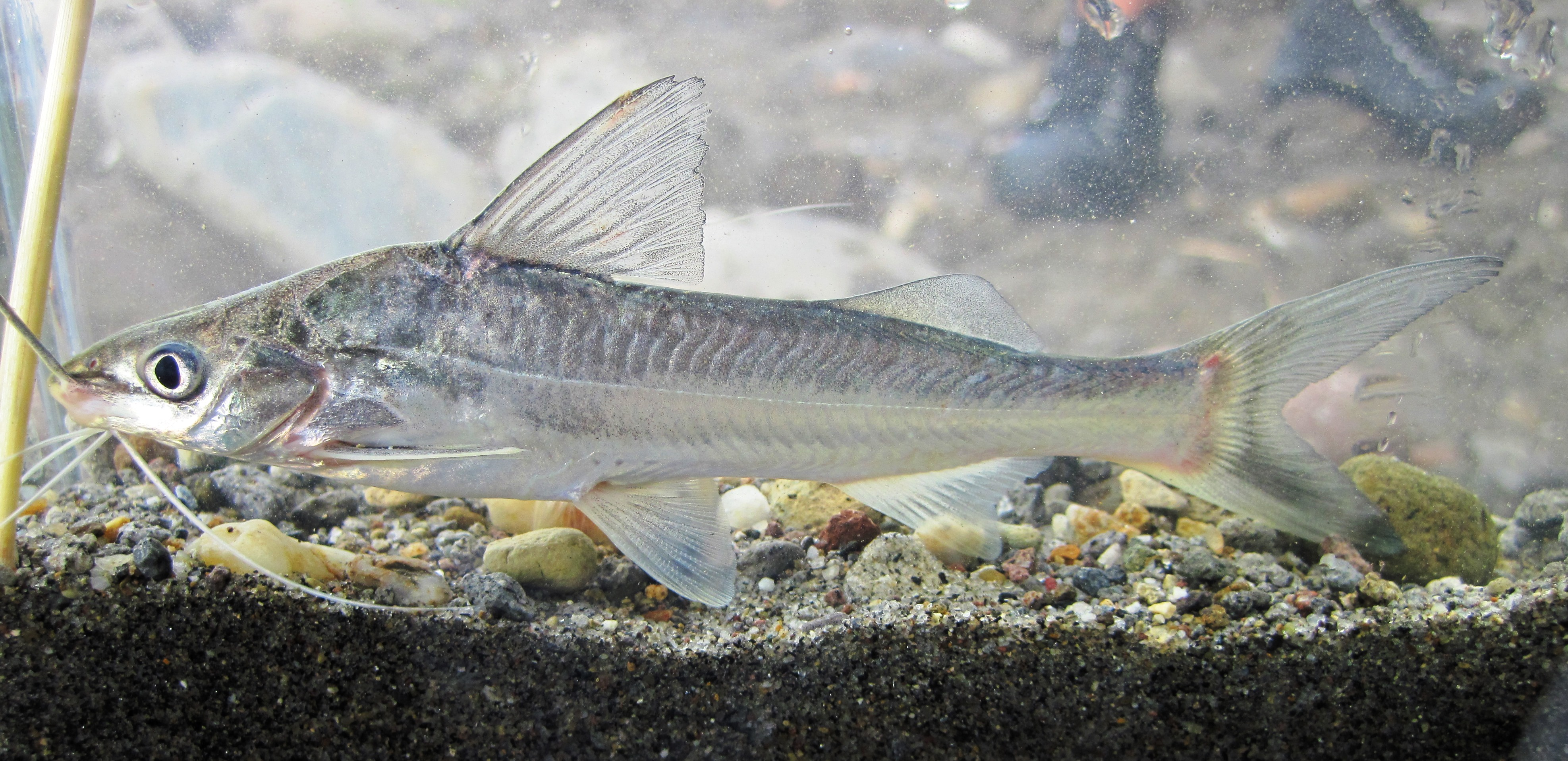
Pimelodus blochii

- Pimelodus ornatus – mandi niebieskawy[3]
- Pimelodus ortmanni
- Pimelodus pantaneiro
- Pimelodus paranaensis
- Pimelodus pictus – mandi mały[3]
- Pimelodus pintado
- Pimelodus platicirris
- Pimelodus pohli
- Pimelodus punctatus
- Pimelodus stewarti
- Pimelodus tetramerus

Gatunkiem typowym jest Pimelodus maculatus.